# Xã Meade, Quận Huron, Michigan
Xã Meade (tiếng Anh: Meade Township) là một xã thuộc quận Huron, tiểu bang Michigan, Hoa Kỳ. Năm 2010, dân số của xã này là 720 người.